# 加色丁禮天主教蘇萊曼尼亞教區
加色丁禮天主教蘇萊曼尼亞教區（拉丁語：Eparchia Sulaimaniensis Chaldaeorum）是伊拉克一個東儀天主教（加色丁禮）教區，屬巴格達總教區。是伊拉克四個加色丁禮教區之一。
教區成立於1968年3月7日，2009年有550名教友、一個堂區、兩名司鐸。目前教區主教之位處於出缺狀態。